# ملعب عابد حمداني
ملعب عابد حمداني هو ملعب لكرة القدم يقع في مدينة الخروب (قسنطينة) الجزائرية. ويلعب فيه نادي جمعية الخروب.

## مواضيع ذات صلة
- الرياضة في الجزائر
- الاتحادية الجزائرية لكرة القدم
- قائمة ملاعب كرة القدم في الجزائر

## وصلات خارجية
- (بالعربية) الموقع الرسمي للاتحادية الجزائرية لكرة القدم